# Ilex nitida
Ilex nitida är en järneksväxtart som först beskrevs av Vahl, och fick sitt nu gällande namn av Carl Maximowicz. Ilex nitida ingår i släktet järnekar, och familjen järneksväxter.

## Underarter
Arten delas in i följande underarter:
- I. n. repanda
- I. n. repandoides